# Larnaud
Larnaud ist eine französische Gemeinde mit 619 Einwohnern (Stand 1. Januar 2022) im Département Jura in der Region Bourgogne-Franche-Comté. Sie gehört zum Arrondissement Lons-le-Saunier, zum Kanton Bletterans und ist Mitglied im Gemeindeverband Bresse Haute Seille.

## Geographie
Die Gemeinde liegt in der Naturlandschaft Bresse, rund 20 Kilometer nordöstlich von Louhans und zehn Kilometer westlich von Lons-le-Saunier. Die Nachbargemeinden von Larnaud sind Ruffey-sur-Seille im Osten, Montmorot und Courlans im Südosten, Fontainebrux im Süden sowie Villevieux im Westen und Norden.
Das Gemeindegebiet ist im Südwesten bewaldet. Hier liegen zwölf kleine Seen, darunter der Étang Grataloup, der Étang Baptiste, der Étang de la Communauté, der Étang Chalmache und der Étang des Grands Graviers. Letzterer befindet sich in einer der zwei im Südosten gelegenen Exklaven. Zwischen der Hauptsiedlung, einem Angerdorf, und diesen Exklaven verläuft die Autoroute A39.

## Weblinks

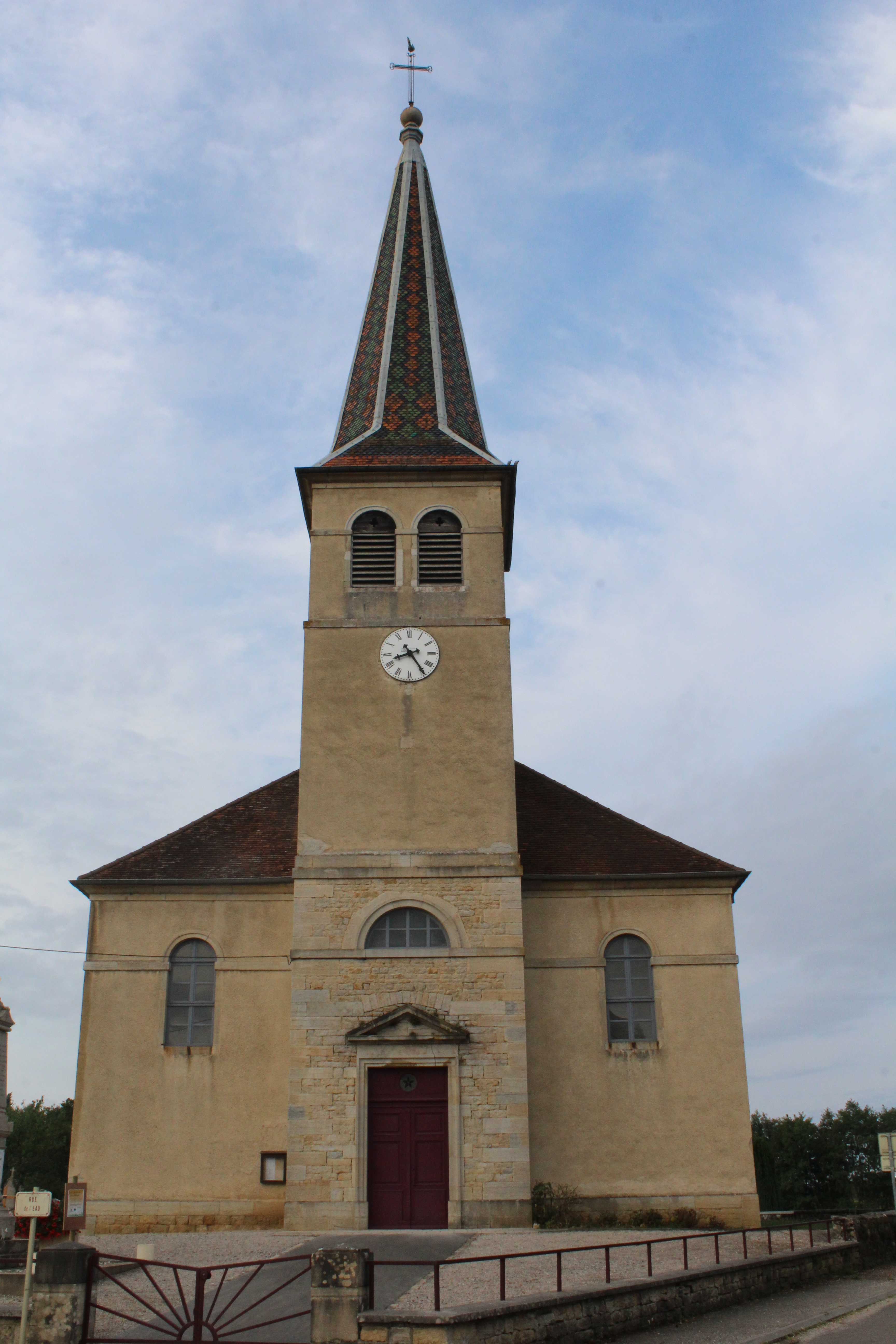
Kirche Saints-Gervais-et-Protais

## Bevölkerungsentwicklung
| Jahr                       | 1968 | 1975 | 1982 | 1990 | 1999 | 2006 | 2017 |
| Einwohner                  | 277  | 292  | 358  | 449  | 493  | 501  | 603  |
| Quellen: Cassini und INSEE |      |      |      |      |      |      |      |